# Zezé Perrella
José "Zezé" Perrella de Oliveira Costa (São Gonçalo do Pará, 22 de febrero de 1956) es un empresario, dirigente deportivo y político brasileño del estado de Minas Gerais.

## Carrera
Fue presidente del Sindicato de Industrias de Carne y Derivados de Minas Gerais de 1992 a 1997. También fue director de la Federación de las Industrias del Estado de Minas Gerais de 1998 a 2001.
Asumió por primera vez la presidencia de Cruzeiro Esporte Clube en 1994, cargo que ocupó entre 1995 y 2002, durante tres mandatos. En 2003 su hermano Alvimar Perrela asumió el cargo. En 2008 fue nuevamente electo presidente de Cruzeiro, asumiendo en 2009 y finalizando en 2011.

### Política
Fue diputado federal por el Partido del Frente Liberal (PFL) en el período 1999-2003 alcanzando el segundo mayor número de votos entre los candidatos a la Cámara de Diputados en Minas Gerais. En 2002, se postuló para el Senado, obteniendo 2.940.000 votos, quedando en cuarto lugar. En 2006 fue elegido para la Cámara de Diputados del Estado de Minas Gerais.
En junio de 2010, se presentó como suplente primero en la lista de Itamar Franco en las elecciones al Senado. Con la muerte de Itamar, Perrella juró el cargo el 11 de julio de 2011 para completar su período. En ese momento, se investigó un presunto caso de lavado de dinero en la venta del jugador Luisão en 2003 y por la supuesta ocultación de bienes. Es dueño de una granja en Minas Gerais de un valor de 60 millones de reales.

## Controversias
En 2013, su nombre fue vinculado a la incautación de 445 kilogramos de pasa base de cocaína. La droga estaba en un helicóptero de su propiedad, cuando aterrizó en una granja en Afonso Cláudio, en el estado de Espírito Santo. Durante las investigaciones, tanto Zezé Perrela como su hijo, el diputado estatal Gustavo Perrella, fueron absueltos, e incluso el helicóptero involucrado regresó a su propiedad en contra de lo dispuesto en el artículo 62 de la Ley Antidrogas de Brasil. Los cuatro detenidos durante la operación de la Policía Federal fueron liberados tras cumplir seis meses de prisión.